# ラ・セクスタ
ラ・セクスタはスペインの民間テレビ局。主にアメリカのテレビドラマやリーガ・エスパニョーラなどのスポーツ中継が中心。